# Oxycera flava
Oxycera flava är en tvåvingeart som först beskrevs av Lindner 1938.  Oxycera flava ingår i släktet Oxycera och familjen vapenflugor. Inga underarter finns listade i Catalogue of Life.